# Burg Oberranna
Die Burg Oberranna (teilweise auch gelistet als Burg Ranna) ist eine Höhenburg an der Grenze der Wachau und des Waldviertels bei Oberranna, einer Katastralgemeinde von Mühldorf in Niederösterreich. Der Burgus Oberranna ist dagegen eine römische Kleinfestung an der Donau in Oberösterreich.

## Überblick
Ihre Besonderheit liegt in der Verbindung Wehrkirche mit Burg. Zur Zeit ihrer Erbauung stand die Wehrkirche schützend vor der viel kleineren Burg und übernahm damit völlig die Verteidigungsfunktion. Ranna war ursprünglich dazu gedacht, den Griesteig (die Verbindung von Hinterhaus bis Fohraberg) zu überwachen. Durch Erweiterung der Befestigungsanlagen in unruhigen Zeiten gelang es nie, die Burg zu erobern.

## Geschichte
Die Entstehung ist nicht bekannt. Sie muss aber schon vor 1070 bestanden haben, denn in diesem Jahr kauften die Herren von Grie die Burg und das Gebiet von Ranna. Die neuen Herren nannten sich auch „von Ranna oder Rannah“ und führten in ihrem Wappen einen goldenen Greif auf schwarzem Feld. Sie waren im Gefolge der mächtigen Grafen von Formbach aus dem Rotgau in Bayern gekommen.
Ihr erster namentlich bekannter Vertreter ist Pilgrim von Grie-Rauhnah.
Nachfolger Waldo von Reun setzte während einer schweren Krankheit testamentarisch fest, dass seine Güter nach seinem Tode dem Landesfürsten Markgraf Leopold III. zufallen sollten. Wider Erwarten wurde er wieder gesund und änderte nach seiner Heirat das Testament zugunsten seiner Frau und seiner Tochter. Leopold III. berief nun eine Gerichtsverhandlung in seiner Residenz, der Burg Gars, ein und der Streit ging zu seinem Vorteil aus. Nach Waldos Tod übergab Leopold seiner Schwester Gerbirg einen Teil seiner Güter, worauf diese ihren Wohnsitz im Jahre 1120 nach Ranna und Purk verlegte. Neben der Burg Ranna ließ sie eine freistehende romanische Wehrkirche errichten. 1120 fand auf Burg Gars wieder eine Gerichtsversammlung statt, bei der Pilgrim II., der Sohn von Pilgrim I., einen Teil des Besitzes zurückbekam. Anschließend klafft eine historische Lücke von über 100 Jahren.

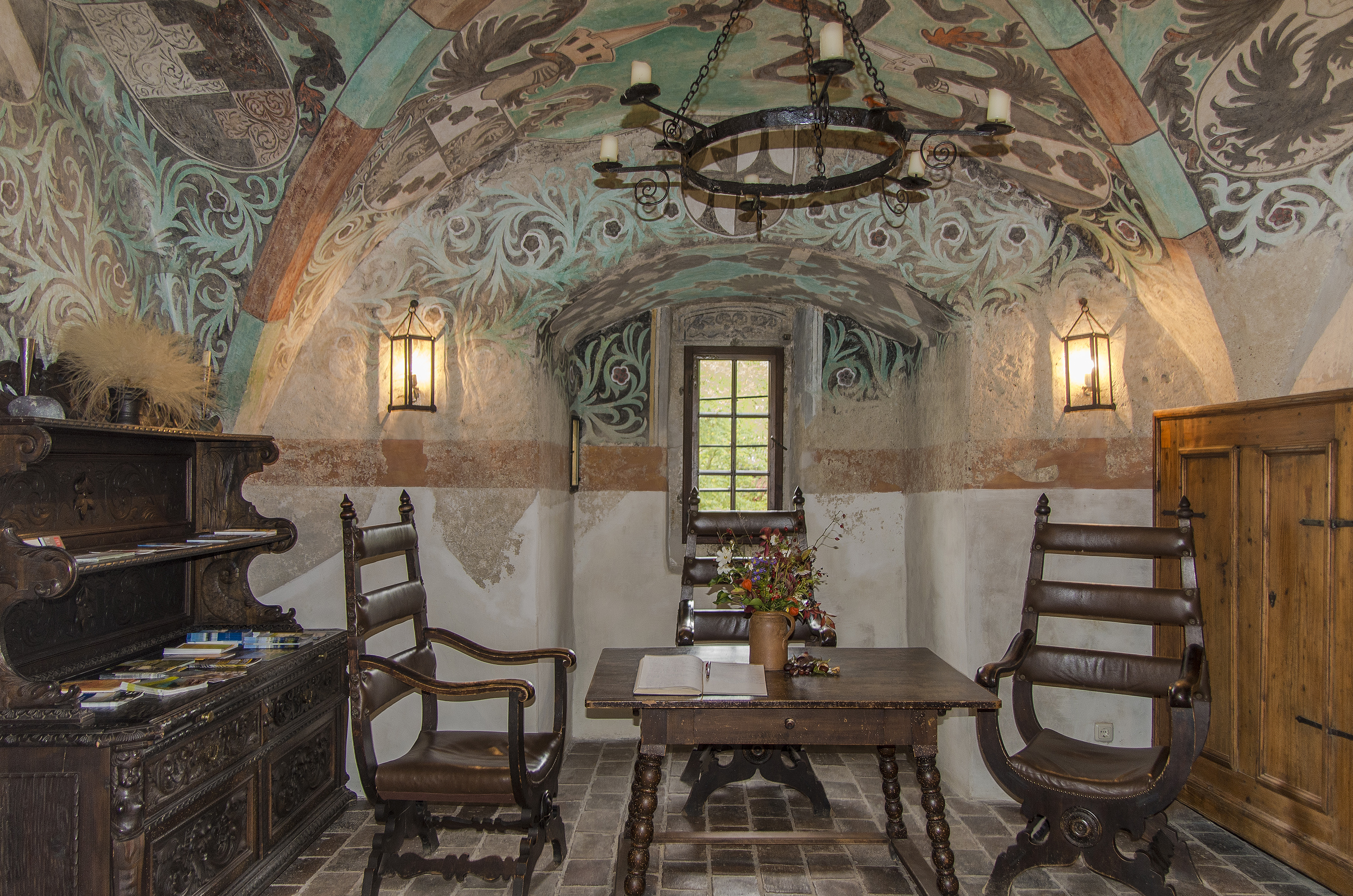
Vorhalle in der Burg Oberranna

Urkundlich bestätigt ist die Heirat von Agnes von Ranna mit Ulrich von Neidegg im Jahre 1370. Die Verbindung der beiden Adelsfamilien brachte auch ein neues Wappen: links oben und rechts unten der goldene Greif auf schwarzem Grund (das Wappen der Ranna-Grie) und rechts oben und links unten drei rote Jakobsmuscheln auf silbernem Grund (das Wappen der Neidegger). Mit dem Antritt seines Erbes setzte ihr Sohn Hans von Neidegg im Jahre 1397 den Anfangspunkt für die Herrschaft der Neidegger auf Ranna, die bis ins 16 Jh. andauerte.
Im Jahre 1560 ließ Georg von Neidegg die Burg zu ihrer heutigen Form und Größe ausbauen.
1901 erwarb Stift Göttweig Anteile des Grundbesitzes, während Baron Hammerstein 1905 das Schloss an sich brachte. Seine Frau, die Schauspielerin Annie Dirkens, musste nach dessen Tod Stück um Stück der Einrichtungsgegenstände verkaufen, zuletzt versetzte sie den Altar der Burgkirche im Wiener Dorotheum. Schließlich wurde die Burg zur Versteigerung ausgeschrieben.
1930 erwarb sie Laurent Deleglise. Er löste den Altar aus und begann mit umfänglichen Renovierungsarbeiten, in deren Zug die Krypta entdeckt wurde. Er wurde auf dem Friedhof von Niederranna bestattet und seine Witwe lebte bis ins Jahr 1982 alleine auf der Burg.
1982 erwarb die Unternehmerfamilie Nemetz die Burg und renovierte sie unter Beratung des Bundesdenkmalamtes. Bis 2017 wurde sie als Hotel mit zwölf Gästezimmern genutzt.
Seit August 2021 befindet sich die Burg im Besitz der Familie Colloredo-Mansfeld, die sie privat nutzen wird.

## Architektur

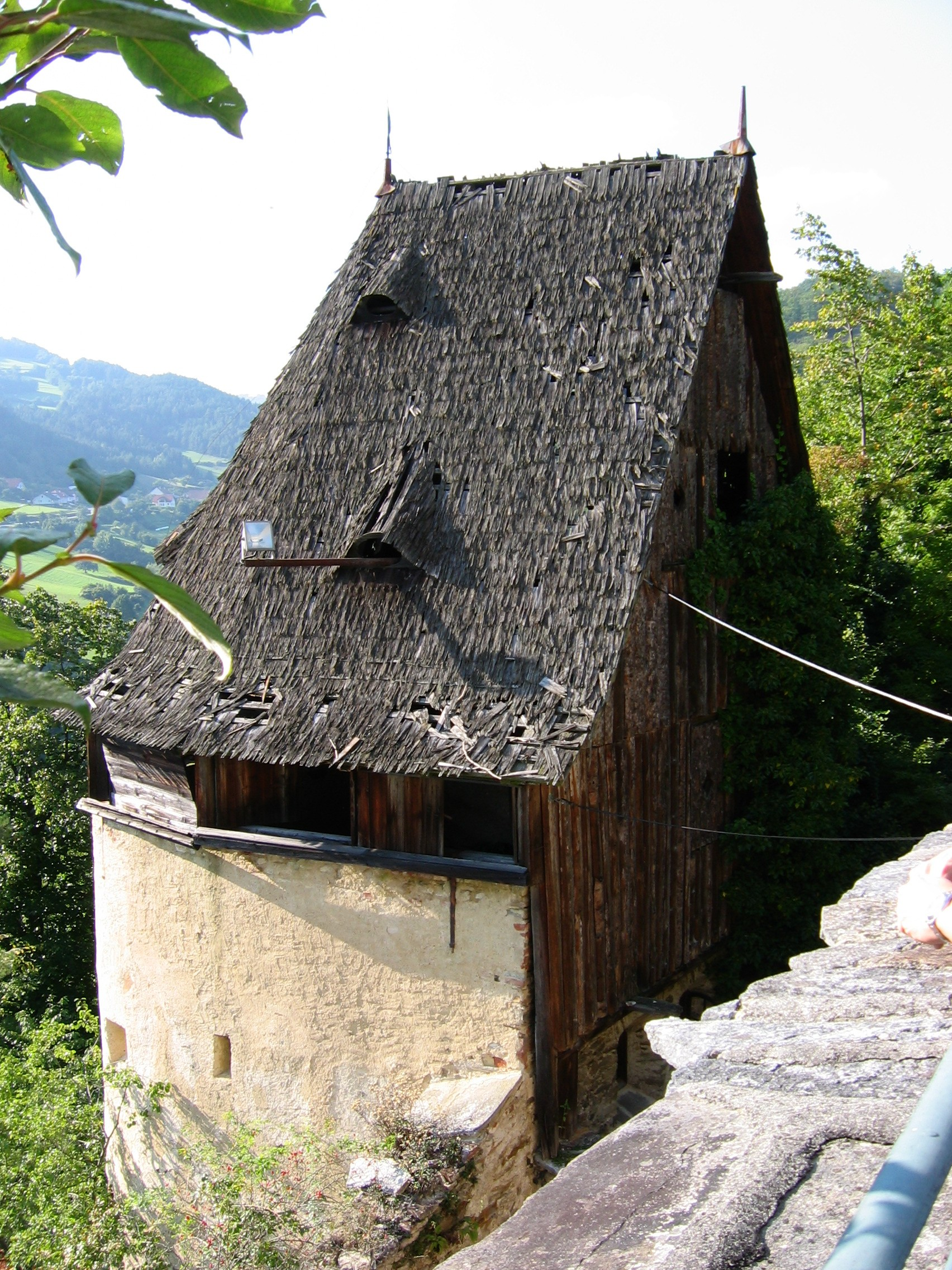
Turm

Die Freskenmalerei über dem Eingangstor aus der Renaissance erstreckte sich über die gesamte Fassade. Man vermutet, dass in den Fresken oberhalb des Eingangs die drei damals wichtigsten Schlossbewohner Georg von Neidegg, seine Frau Siguna, geb. von Kirchberg, und Georgs Bruder Roland von Neidegg, Vogt über das Paulinerkloster Unterranna am Fuße des Burgberges abgebildet sind.
Der ganze Hof dürfte mit demselben Dekorationssystem ausgemalt gewesen sein.
Vorhalle
Dieser Raum wurde erst unter Georg von Neidegg im Jahre 1560 dazugebaut. Vor dieser Zeit befand sich das Eingangstor hier.
Diese Freskenmalereien sind das typische Produkt einer ungenauen Restauration in den 1950er Jahren, weil man die ursprüngliche Malerei so gründlich gereinigt hatte, dass sie fast gänzlich zerstört wurde und sie dann bedenkenlos übermalte. Den Zeitpunkt der Restaurierung kennt man so genau, da bei den Renovierungsarbeiten unter den Malereien Elektroleitungen zutage getreten sind.
Burghof
Dieser Trakt wurde ebenfalls unter Georg von Neidegg (1560) erbaut, der Teil ab der Baufuge wurde in späterer Zeit, man weiß nicht genau wann, errichtet.
Der Burgfriedhof südlich der Kirche diente bis zu der Ordensgründung des Paulinerklosters von Hans v. Neidegg als Begräbnisstätte der Burgherren. Andere Tote wurden in der Krypta bestattet oder nach St. Michael a. d. Donau gebracht. Von nun an wurden die Neidegger Familienmitglieder in der Klosterkirche bestattet.
Kirche

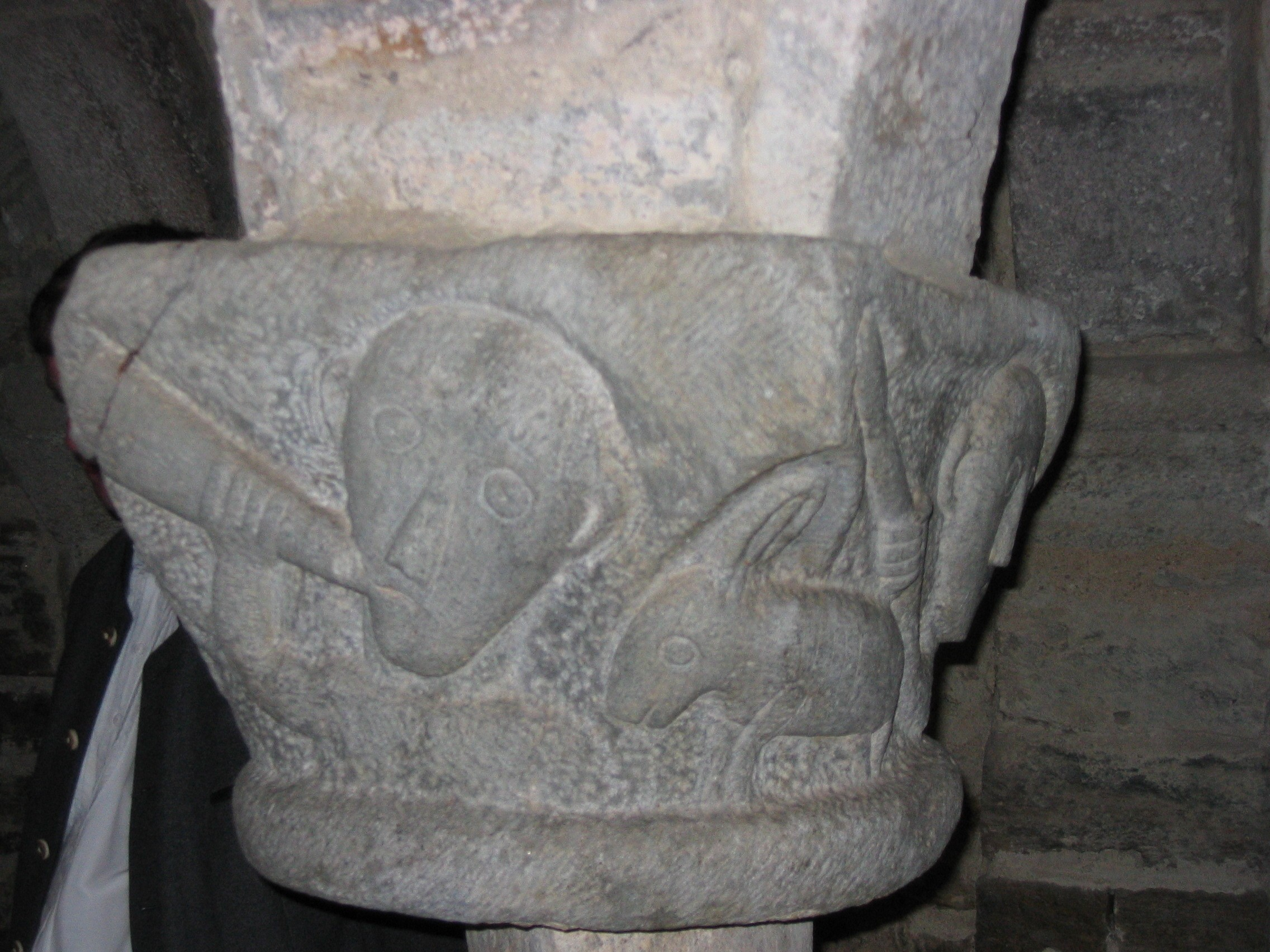
Säule der Krypta

Die Kirche steht am strategisch günstig am höchsten Punkt des Ortes.
Ihre Achse verläuft parallel zur Bergachse und ist daher nicht genau geostet, sondern etwas Richtung NO–SW gedreht. Dieses Bauwerk, das ursprünglich mit zwei Querschiffen und zwei Türmen ausgestattet war, ist eine verkleinerte Kopie romanischer Dome.
Dieser Stil wurde von den Schattenmönchen aus der Normandie über Regensburg nach Österreich gebracht.
Die von der Kirche getrennte Burg war im Mittelalter durch einen Holzgang, den man im Ernstfall einziehen konnte, in der Nähe des 1. Stocks verbunden. Sonst war sie mit der Burg nur durch gemeinsame Wehrmauern verbunden
Kircheninneres
Obwohl erst im Jahre 1360 Georg du Clauban als Pfarrer von Oberranna genannt wird, dürfte die Kirche schon seit jeher pfarrliche Rechte besessen haben, die im Jahre 1424 auf das Paulinerkloster übertragen wurden. Pfarrkirchen, die mit einer Burg eine wehrtechnische Einheit bilden sind eher selten. Die einschiffige romanische Kirche besaß zwei Querschiffe, zwei Vierungstürme und eine Westkrypta, ähnlich der Kirche von St. Emmeran in Regensburg und stellt einen seltenen Bautypus dar. Bei der Restaurierung der Kirche durch den Vorbesitzer Laurent Deleglise war der Innenraum der Kirche durch vier Mauern geteilt und gab so 13 Räumen Platz. Der Westteil der Kirche war vollständig in die Burg verbaut und der untere Teil des Westquerschiffes zugeschüttet.
Als 1650 Johann von Greifenfels auf Viehofen die Herrschaft Oberranna kaufte, ließ er in der Kirche neben der Sakristei einen Altar errichten, über dem eine Inschrift auf ihn und seine Gattin hinweist. Der Seitenaltar ist in ungarischem Bauernbarock bemalt. Die Fresken an der Decke zeigen in der Mitte das Opferlamm und rundherum sind die Symbole der vier Evangelisten abgebildet. Von der Kirche gelangt man durch einen rundbogigen Eingang in die Krypta. Diese Westkrypta ist ein fast quadratischer, 5 m langer und 4,8 m breiter Raum. Er wird durch vier Säulen in neun rundbogige Kreuzjoche geteilt, die zwischen Längs- und Quergurten eingespannt sind.
Ein schmaler nach innen sich verbreitender Mauerschlitz an der Südseite der Krypta diente, als das Westwerk noch freistand, als Auslug oder als Schießluke für Bogenschützen, denn an dieser Stelle der Krypta führte einst der alte Zugang zur Burg vorbei und der hier vorüber kommende Feind musst seine Rechte, vom Schild unbedeckte Brustseite dem Verteidiger zukehren. Auch das romanische Fenster diente im Verein mit dem Westturm der Verteidigung. Die Zerlegung des Raumes in kleine, fast immer quadratische Joche gehört zur Charakteristik der Hallenkrypta.
Das figürliche Kapitell der Kryptasäulen krönt die Südwestsäule, die dem alten Eingang am nächsten lag – der Eintretende sollte dieses Kapitell zuerst bemerken.
Auf einer Kapitellseite gibt es eine Tierdarstellung, die als Lamm oder Hund gedeutet wird. Gegen die Darstellung eines Lammes spricht der lange, fast bis zum Boden reichende Schwanz.
Das folgende Bild wird als Esel angesehen, der aber im Waldviertel selten ist. In einer ähnlichen Darstellung am Nordportal der romanischen Kirche in Gögging wird das gehörnte Tier als Sündenbock interpretiert. An der Westseite des Kapitells erscheint ein männlicher Kopf mit nur wenig sichtbarem Oberkörper. Er stößt in ein Horn, was auf eine Jagdszene schließen lässt. Obwohl auch das Posaunenblasen von Jericho gemeint sein kann, das als Vorbild für das jüngste Gericht gilt.

## Film
- Alte Burgen und ihre neuen Herren in Niederösterreich. Dokumentarfilm, Österreich, 2018, 24 Min., Buch und Regie: Barbara Baldauf, Kamera: Ossi Denkmayr, Helmut Muttenthaler, Produktion: ORF, Reihe: Erlebnis Österreich, Erstsendung: 6. Mai 2018 bei ORF 2, Inhaltsangabe von ORF, online-Video.